# مركز مالي

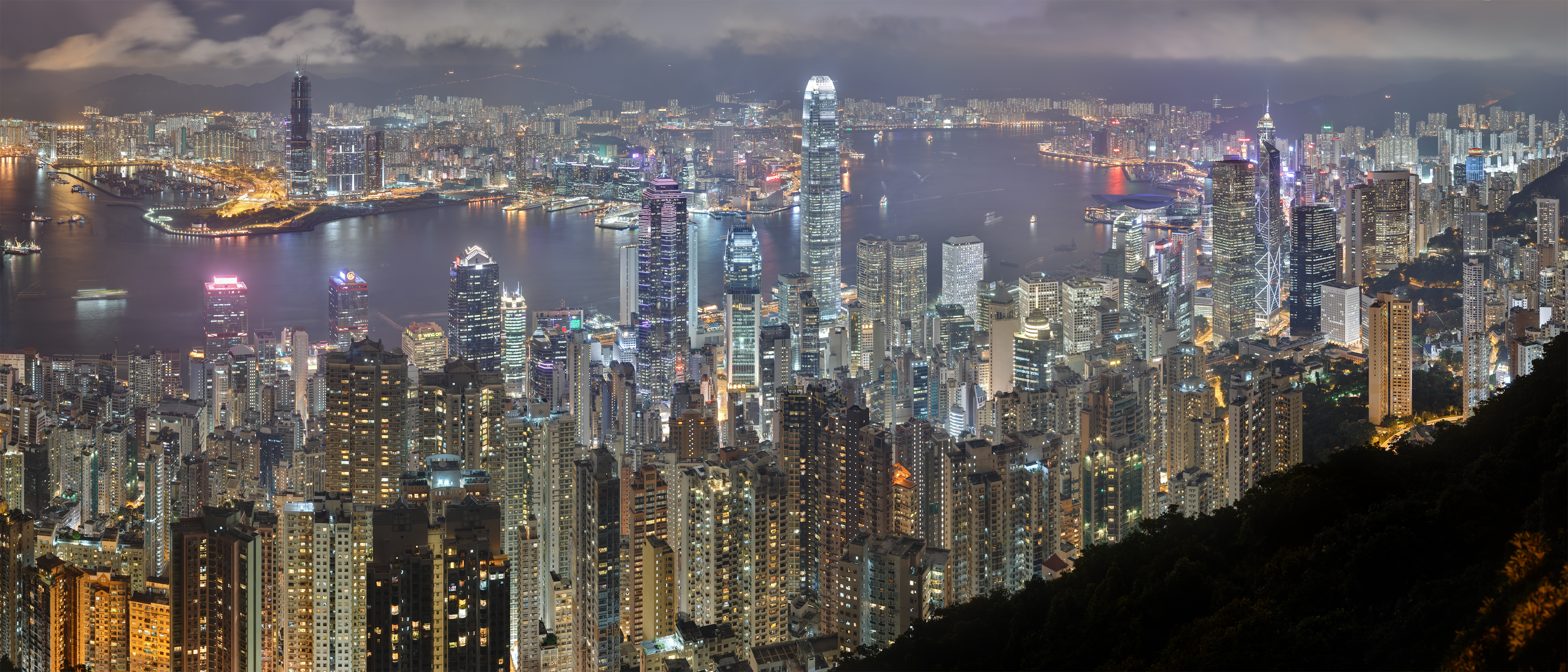
تعد مدينة هونغ كونغ الصينية واحدةً من أهم المراكز المالية العالمية.

المراكز المالية هي مدنٌ عالمية تضمُّ عدداً كبيراً من المصارف والمؤسسات التجارية والبورصات المالية البارزة عالمياً. ثمَّة من بينها بعض المراكز المالية العالمية (اختصاراً IFC)، وهي مدن تكون ذات مراكز هامَّة عالمياً في سوق المعاملات المالية، وغالباً ما تضمُّ على الأقل سوق أسهمٍ مالية واحدة.

## ترتيب المراكز المالية العالمية
تصدر منظمة "Z/Yen" البريطانية سنوياً ترتيباً بأهم المراكز المالية عالمياً تحت اسم مؤشر المراكز المالية العالمية (Global Financial Centres Index)، وهو يضع مدن العالم المالية الكبرى حالياً كما يلي:
| المرتبة | التغير عن السنة السابقة | المدينة   | النقاط |
| 1       |                         | لندن      | 794    |
| 2       |                         | نيويورك   | 779    |
| 3       |                         | هونغ كونغ | 759    |
| 4       |                         | سنغفورة   | 751    |
| 5       | 1                       | طوكيو     | 720    |
| 6       | ▼ 1                     | زيورخ     | 718    |
| 7       | 1                       | بوسطن     | 714    |
| 8       | ▼ 1                     | جنيف      | 710    |
| 9       | 1                       | فرانكفورت | 702    |
| 10      | ▼ 1                     | سيئول     | 701    |